# Corazones antárticos
Corazones antárticos es el nombre del primer álbum de la banda argentina de ska La Mosca Tsé-Tsé.

## Listado de canciones
| N.º | Título                      | Duración |  |
| 1.  | «La Murga de la Carnicería» | 03:09    |  |
| 2.  | «Flores amargas»            | 03:47    |  |
| 3.  | «Tranquilo Venancio»        | 04:33    |  |
| 4.  | «Barrio latino»             | 04:24    |  |
| 5.  | «Diluyéndose»               | 03:12    |  |
| 6.  | «Show me please the way»    | 03:38    |  |
| 7.  | «Corazones Antárticos»      | 03:38    |  |
| 8.  | «Con el corazón»            | 03:38    |  |
| 9.  | «La Bala»                   | 02:45    |  |
| 10. | «Intro Sangra»              | 00:46    |  |
| 11. | «Sangra como nadie»         | 04:43    |  |
| 12. | «El tipo del Saxo»          | 03:03    |  |
| 13. | «Quemando las Naves»        | 03:57    |  |
| 14. | «Las mismas boludeces»      | 03:43    |  |

## Videos
Hasta el momento se le conocen dos videos musicales:
- La Murga de la Carnicería
- Tranquilo Venancio
- Diluyéndose